# Olar Küregen
Pour les articles homonymes, voir Küregen.
 (avril 2024).
La mise en forme du texte ne suit pas les recommandations de Wikipédia : il faut le « wikifier ».
Les points d'amélioration suivants sont les cas les plus fréquents. Le détail des points à revoir est peut-être précisé sur la page de discussion.
- Les titres sont pré-formatés par le logiciel. Ils ne sont ni en capitales, ni en gras.
- Le texte ne doit pas être écrit en capitales (les noms de famille non plus), ni en gras, ni en italique, ni en « petit »…
- Le gras n'est utilisé que pour surligner le titre de l'article dans l'introduction, une seule fois.
- L'italique est rarement utilisé : mots en langue étrangère, titres d'œuvres, noms de bateaux, etc.
- Les citations ne sont pas en italique mais en corps de texte normal. Elles sont entourées par des guillemets français : « et ».
- Les listes à puces sont à éviter, des paragraphes rédigés étant largement préférés. Les tableaux sont à réserver à la présentation de données structurées (résultats, etc.).
- Les appels de note de bas de page (petits chiffres en exposant, introduits par l'outil «  Source ») sont à placer entre la fin de phrase et le point final[comme ça].
- Les liens internes (vers d'autres articles de Wikipédia) sont à choisir avec parcimonie. Créez des liens vers des articles approfondissant le sujet. Les termes génériques sans rapport avec le sujet sont à éviter, ainsi que les répétitions de liens vers un même terme.
- Les liens externes sont à placer uniquement dans une section « Liens externes », à la fin de l'article. Ces liens sont à choisir avec parcimonie suivant les règles définies. Si un lien sert de source à l'article, son insertion dans le texte est à faire par les notes de bas de page.
- La présentation des références doit suivre les conventions bibliographiques. Il est recommandé d'utiliser les modèles {{Ouvrage}}, {{Chapitre}}, {{Article}}, {{Lien web}} et/ou {{Bibliographie}}. Le mode d'édition visuel peut mettre en forme automatiquement les références.
- Insérer une infobox (cadre d'informations à droite) n'est pas obligatoire pour parachever la mise en page.

Pour une aide détaillée, merci de consulter Aide:Wikification.
Si vous pensez que ces points ont été résolus, vous pouvez retirer ce bandeau et améliorer la mise en forme d'un autre article.
Olar Küregen, (en chinois: 斡剌子古咧連 (wòlàérgŭliējiān); en persan: اولار كوركان (Ūlār Kūrūān); mongol : オラル・キュレゲン) était un aristocrate mongol, oncle maternel de Gengis Khan.

## Biographie
Olar est issue de la maison aristocratique des Olqunu'ut, qui descendait de Kongilat, et était le frère de la mère de Gengis Khan, Hoelun. À partir du mariage de Hoelun avec Yesugei, cette famille s'est mariée avec la famille de Gengis Khan.
On ne sait pas comment Oral en est venu à servir Gengis Khan, mais lorsque l'empire mongol a été fondé en 1206, il a été nommé commandant de mille hommes (mingan), un exécutif de l'empire. Il est classé 79ème dans la liste des vassaux méritants dans « l'Histoire secrète de la dynastie  ».

## Descendance
Oral avait un fils nommé Taichu, qui, dans les dernières années de Gengis Khan, succéda au corps des mille hommes de son père et fut numéroté comme le 17e commandant des mille hommes sur l'aile droite. Taichu épousa Altarkan, la fille de Gengis Khan, et l'appela Kyuregen  gendre).
Taichu fut remplacé par son fils Jujinbai (également connu sous le nom d'Ujujagai), qui épousa également la fille du quatrième empereur Mongke. Jujinbai a épousé une fille nommée Shirin, née de Mongke et Ogurtotomish, mais Shirin est décédée prématurément, alors il a épousé sa sœur  Vitika.
Le mariage entre Taichu (Taide) et Jujinbai (Ju Zhenbo) est également enregistré dans la liste des différentes princesses du tableau 4, volume 109 du Yuanshi, mais le nom du conjoint (princesse) a été masqué et n'est pas clair. ing. La liste des princes continue en disant que « Bekre, fils de Jujinbai » et « Tabak, fils de Bekre » sont également connus pour avoir épousé des femmes (princesses) de la famille Gengis Khan et comme parents par alliance. Il est confirmé que la position de la famille Oral s'est maintenue jusqu'aux générations ultérieures,.

## Généalogie de la branche Orknut
- Hö'elün Eke
- Olar Küregen
  - Taiču Küregen
    - J̌uǰinbai Küregen ＞朮心/zhúzhēnbǎi,جوجینبای/jūjīnbāī
      - Bekle Küregen (Bekle Küregen > biéhélà)
        - Tabaq Küregen (Tabaq Küregen > Tour Huit/tǎbā)
- Kinggiyadai Kyuregen
  - Yeke yesür (Yeke yesür ＞بوكا تیمور/yīsūr buzurg)
    - Khwaja noyan ＞خواجه نویان/khwāja nūyān
      - Tona (Tona >تونا/tūnā)
        - Torato Küregen (Torato Küregen ＞توراتو كوركان/tūrātū kūrkān)

      - Mulaqar (Mulaqar ＞مولاقر/mūlāqar)

### Sources ancienne
1. Histoire secrète des Mongols
2. Jami al-tawarikh

### Sources modernes
1. ↑  志茂2013,725-726頁
2. ↑  村上1972,343/388頁
3. ↑  志茂2013,754-755頁
4. ↑  志茂2013,756-757頁
5. ↑  『元史』巻109表4諸公主表,「□□公主位。□□□公主、適塔出駙馬。□□公主、適塔出子朮真伯駙馬。□□公主、適朮真伯子別合剌駙馬。□□公主、適別合剌子塔八駙馬」
6. ↑  Simon Berger, « "Une armée en guise de peuple" : la structure militaire de l'organisation politique et sociale des nomades eurasiatiques à travers l'exemple mongol médiéval », Thèse de doctorat en Histoire, Paris, EHESS,‎ 12 décembre 2022 (lire en ligne, consulté le 9 octobre 2023)